# Dyscritomyia pectinata
Dyscritomyia pectinata är en tvåvingeart som beskrevs av James 1981. Dyscritomyia pectinata ingår i släktet Dyscritomyia och familjen spyflugor. Inga underarter finns listade i Catalogue of Life.